# ميخائيل بوين
ميخائيل بوين (بالإنجليزية: Michael Bowen)‏ هو فنان أمريكي، ولد في 8 ديسمبر 1937 في بيفرلي هيلز في الولايات المتحدة، وتوفي في 7 مارس 2009 في ستوكهولم في السويد بسبب شلل الأطفال.